# Ofensiva Dniepre-Cárpatos
A Ofensiva Dniepre-Cárpatos, também conhecida em fontes históricas soviéticas como a libertação da margem direita da Ucrânia, foi uma ofensiva estratégica da Segunda Guerra Mundial, executada pelo Exército Vermelho entre 24 de dezembro de 1943 e 17 de abril de 1944. Ela foi realizada pela Primeira, Segunda, Terceira e Quarta frentes ucranianas e a Primeira Frente Bielorrussa, contra o Grupo de Exércitos Sul alemão, e visava retomar todos os territórios ucranianos e moldávios ocupados pelas forças do Eixo.
No decorrer da operação, 20 divisões da Wehrmacht foram destruídas, enquanto outras 68 divisões foram reduzidas a menos de 50% de sua força inicial. Igualmente enormes foram as perdas de equipamentos, incluindo centenas de tanques, armas de assalto e caminhões perdidos, principalmente através de seu abandono na lama. Segundo o general alemão Kurt von Tippelskirch, esta foi a maior derrota da Wehrmacht desde Stalingrado.
Como resultado dessa ofensiva estratégica, o Grupo de Exércitos do Sul da Wehrmacht foi dividido em duas partes, norte e sul dos Cárpatos. A porção norte foi empurrada de volta para a Galícia, enquanto a porção sul foi empurrada de volta para a Romênia. Em 5 de abril de 1944 a porção norte foi renomeada Grupo de Exércitos do Norte da Ucrânia, e a porção sul Grupo de Exércitos do Sul da Ucrânia, embora muito pouco da Ucrânia permanecesse nas mãos dos alemães.
Como consequência da derrota da Wehrmacht, o comandante do Grupo de Exércitos Sul Erich von Manstein, e o comandante do Grupo de Exércitos A, Ewald von Kleist, foram demitidos por Hitler e substituídos por Walther Model e Ferdinand Schörner, respectivamente.
A fim de salvar seu setor sul do colapso completo, o alto comando alemão foi forçado a transferir para a Ucrânia 26 divisões alemãs da França, Alemanha, Dinamarca, Polônia, Balcãs e do Grupo de Exércitos Centro, que juntas somavam aproximadamente 350.000 homens. Como as forças alemãs estacionadas na França e pertencentes ao Grupo de Exércitos Centro ficaram gravemente enfraquecidas por essas transferências, a Ofensiva Dniepre-Cárpatos desempenhou um papel fundamental nos futuros sucessos dos Aliados no Dia D e na Operação Bagration.

## Contexto
Como parte da Ofensiva do Baixo Dnieper no outono de 1943, que assegurou a margem esquerda (do ponto de vista soviético), ou leste, da Ucrânia, várias cabeças de ponte soviéticas foram estabelecidas ao longo do rio Dniepre. Estas, foram expandidas em novembro e dezembro, para se tornarem as plataformas de onde foi lançada a Ofensiva Dniepre-Cárpatos. Essa ofensiva e seus sucessos, que continuaram em dezembro, deixaram vários grandes bolsões de tropas alemãs, incluindo um ao sul de Kiev, em torno da cidade de Korsun, e outra ao sul, em torno de Krivii Rih e Nikopol. A política de "não recuar", de Adolf Hitler, forçou as tropas alemãs a manterem essas frágeis posições, apesar da oposição de Erich von Manstein , comandante do Grupo de Exércitos Sul.
As forças alemãs também estavam em desvantagem por causa da Diretriz do Führer 51, que, apesar de permitir que seus generais no Leste conduzissem uma defesa dinâmica, na verdade os prejudicava ao direcionar todos os futuros reforços para o Oeste, em antecipação à aguardada invasão anglo-americana do noroeste da Europa. A insistência de Hitler de que suas tropas deveriam "lutar onde estão" era especialmente forte no setor ucraniano. Hitler desejava manter posições alemãs perto de Krivii Rih e Nikopol, buscando proteger operações de mineração e controlar a Criméia, temeroso de ela poderia se tornar uma base para ataques às refinarias de petróleo de Ploieşti, e que a sua perda levaria a Turquia a se juntar aos Aliados.

### Correlação de forças

#### Eixo
O objetivo soviético era a destruição do "Muro Leste", que era mantido por:
- O Grupo de Exércitos Sul, de Erich von Manstein;
- O 4º Exército Panzer, na região de Jitomir, comandado por Erhard Raus;
- O 1º Exército Panzer, de Hans-Valentin Hube, ao sul, até Tcherkássi;
- O recém-formado 8º Exército, comandado por Otto Wöhler, na região de Kirovogrado;
- O 6º Exército, recriado após sua destruição em Stalingrado, comandado por Maximilian de Angelis, no saliente Krivii Rih-Nikopol; e
- O Terceiro Exército Romeno, também reconstruído depois de Stalingrado, sob o comando de Petre Dumitrescu, na área de Tavridia, ao norte da Crimeia.

Na reserva, ao norte, Manstein tinha a disposição o 1º Exército Húngaro, e o 4º Exército Romeno, reunido apressadamente sob o comando de Ioan Mihail Racoviţă, na área da República Soviética da Moldávia. O apoio aéreo foi fornecido pela Luftflotte 4 da Luftwaffe.

#### Soviéticos
A Stavka engajou quatro frentes na operação, com a Frente Bielorrussa fornecendo a segurança estratégica dos flancos para o norte da área de Gomel - Mogilev, mas tendo pouco envolvimento na operação.
A Primeira Frente Ucraniana, de Nikolai Vatutin, mobilizou:
- O 60º Exército;
- O 1º Exército da Guarda;
- O 6º Exército da Guarda;[10] e
- O 40º Exército.

Ela possuía importantes reservas de blindados no 3º Exército da Guarda e nos 1º e 4º exércitos de Tanques, apoiados pelo 18º e 38º Exércitos e pelo 2º Exército Aéreo.
A Segunda Frente Ucraniana, de Ivan Konev, estava mais ao sul, e liderou com:
- O 27º Exército;
- O 7º Exército da Guarda; e
- O 53º Exército.

Suas reservas incluíam o 5º Exército de Tanques da Guarda e o 2º Exército de Tanques da Guarda, e o 4º Exército da Guarda, todos apoiados pelo 5º Exército Aéreo.
A Terceira Frente Ucraniana, de Rodion Malinovski, tinha:
- O 57º Exército da Guarda;
- O 46º Exército da Guarda;
- O 8º Exército da Guarda; e
- O 37º Exército.

Ela contava ainda com o 6º Exército em reserva, e o 17º Exército Aéreo fornecendo apoio aéreo.
A Quarta Frente Ucraniana de Fiodor Tolbukhin teria o trabalho mais difícil, na condução de operações combinadas de seu Exército Costeiro e da Frota do Mar Negro, enquanto os 2º e 5º exércitos da Guarda cortariam as rotas de fuga do 17º Exército alemão, com apoio do 8º Exército Aéreo e da aviação naval da Frota do Mar Negro.

## A batalha

### Primeira fase
A fase inicial da ofensiva durou de 24 de dezembro de 1943 a 29 de fevereiro de 1944. Incluiu as seguintes operações:
- Ofensiva Jitomir – Berdichev (24 de dezembro de 1943 a 14 de janeiro de 1944);[12]
- Ofensiva Kirovogrado (5 a 16 de janeiro de 1944);
- Ofensiva Korsun – Shevchenkovski (24 de janeiro de 1944 a 17 de fevereiro de 1944);[12]
- Ofensiva Rovno – Lutsk (27 de janeiro de 1944 a 11 de fevereiro de 1944); e
- Ofensiva Nikopol – Krivii Rih (30 de janeiro de 1944 a 29 de fevereiro de 1944).

#### Ofensiva Jitomir-Berdichev
A ofensiva foi lançada em 24 de dezembro de 1943, pela Primeira Frente Ucraniana, com ataques contra o 4º Exército Panzer alemão, a oeste e sudoeste de Kiev. Manstein tentou combater o ataque com um ataque de flanco do 4º Exército Panzer, enquanto solicitava reforços e permissão para encurtar a linha. A ofensiva de Vatutin continuou a oeste, e o 40º exército passou ao sul de Fastov. A tentativa de contra-ataque de Manstein falhou quando Erhard Raus, o comandante do 4º Exército Panzer, disse que não tinha tempo para organizar uma ofensiva e preferiu tentar deter diretamente as tropas atacantes. Em 27 de dezembro, Manstein pediu diretamente a Hitler permissão para retirar suas tropas, mas foi ordenado manter sua posição.
As tropas soviéticas atacaram Kazatin, em 28 de dezembro. Depois de várias horas de confusa luta, as forças soviéticas capturaram a cidade. Korosten caiu em 29 de dezembro, e Jitomir em 31 de dezembro. O 4º Exército Panzer começou a desmoronar, com uma aberturas de lacunas nas defesas ao redor de Jitomir, entre o flanco sul e o XIII Corpo, e entre o XXXXII Corpo e o VII Corpo. Raus aconselhou Manstein a desistir das tentativas de fechar as lacunas e, em vez disso, se concentrou em manter as tropas restantes intactas. Por volta da época do novo ano, no entanto, as forças soviéticas iniciaram uma tentativa de cercar as forças alemãs, particularmente os XIII, XXXXVIII e XXIV Panzer Corps. Como os ataques às áreas em torno de Berdichev continuaram, o XIII Corpo foi reduzido à força de um regimento de infantaria. Um espaço de quase 10 km foi aberto entre o Quarto Exército Panzer e o Primeiro Exército Panzer, e reforços alemães foram parados pela ofensiva soviética em Kirovograd.
No decorrer da operação, os soviéticos alcançaram um sucesso notável. Tendo avançado para uma profundidade de 80 a 200 km, eles eliminaram quase completamente as forças alemãs das regiões de Kiev e Jitomir, vários distritos das regiões de Vinnitsia e Rivne. Contudo, os soviéticos agora foram perigosamente forçados do norte pelo Grupo de Exércitos Sul, enquanto os 27º e 40º exércitos estavam profundamente envolvidos com tropas alemãs que continuavam a manter a margem direita do rio Dniepre na área de Kanev. Isso criou as condições para a subsequente Ofensiva Korsun-Schevchenkovski.
A Primeira Frente Ucraniana atacou na parte mais sensível do Grupo de Exércitos Sul, seu flanco norte, ameaçando cortar suas principais forças dos caminhos que levavam à Alemanha. O 1º e 4º exércitos Panzer operando na linha de frente sofreram sérios prejuízos - a 143ª e a 147ª Divisões de Infantaria de Reserva foram dissolvidas, e a 68ª Divisão de Infantaria, devido a fortes perdas, foi retirada da linha de frente e enviada à Polônia para reformas. A 8ª Divisão Panzer; e a 20ª, a 112ª, a 291ª e a 340ª divisões de Infantaria, foram reduzidas à metade. No total, 8 divisões da Wehrmacht foram destruídas ou reduzidas à metade.
Para fechar as lacunas em sua defesa e impedir a ofensiva soviética neste setor, os alemães tiveram que transferir urgentemente, do sul da Ucrânia, 12 divisões do 1º Exército Panzer para essa área. As reservas acabaram sendo quase totalmente gastas, o que afetou o andamento das operações. Para defender-se dos ataques subseqüentes das tropas soviéticas, o comando alemão foi forçado a enviar tropas da Europa Ocidental, assim como da Romênia, Hungria, Iugoslávia.

#### Ofensiva Kirovogrado
A segunda Frente Ucraniana, do General Ivan Konev, juntou-se à luta lançando a Ofensiva de Kirovogrado, em 5 de janeiro de 1944. Uma dos primeiros resultados foi parar a tentativa de reforço do III Corpo Panzer, que estava sendo atacado simultaneamente pela Frente de Vatutin na Ofensiva Jitomir-Berdichev. Neste ponto, Manstein voou para a sede de Hitler na Prússia Oriental, para pedir permissão para se retirar, mas foi novamente recusado.
Como resultado da operação de Kirovogrado, as tropas da Segunda Frente Ucraniana empurraram os alemães do cerca de 40–50 km. Durante batalhas intensas, o 8º Exército alemão sofreu perdas significativas - a 167ª Divisão de Infantaria foi desmantelada devido a pesadas perdas, enquanto a 10ª Divisão Panzer-Grenadier, e as 106ª, 282ª e 376ª divisões de infantaria sofreram perdas de 50 a 75% de seu pessoal, além de um grande número de equipamentos.
O resultado mais importante da operação foi a libertação de Kirovogrado - uma grande fortaleza e um importante entroncamento rodoviário, que fragilizou a estabilidade da defesa do 8º Exército Alemão. A captura de Kirovogrado ameaçou do sul os flancos das forças alemãs que se localizaram em volta de Korsun-Schevchenkovski, e assim a Ofensiva Kirovogrado contribuiu para a subsequente Ofensiva Korsun-Schevchenkovski.

#### Ofensiva Korsun–Shevchenkovski

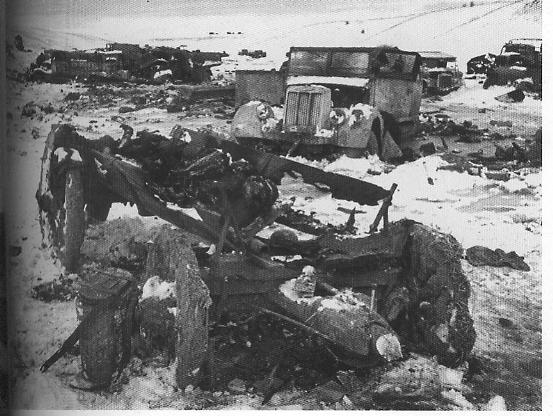
Alguns dos equipamentos alemães destruídos após a tentativa de sair de Korsun.

O principal esforço foi para o sul, onde a ofensiva Korsun-Shevchenkovski foi lançada, em 24 de janeiro. Depois de um bombardeio maciço, o 4º Exército da Guarda e o 53º Exército da Quarta Frente Ucraniana atacaram ao sul do saliente de Korsun, e se juntaram no dia seguinte ao 5º Exército Blindado da Guarda. Eles romperam e repeliram facilmente um contra-ataque alemão. Em 26 de janeiro, a Primeira Frente Ucraniana despachou o 6º Exército Blindado da Guarda, do norte, que se reuniu com as forças que avançavam do sul em 28 de janeiro, cercando cerca de 60.000 alemães dos XI e XXXXII corpos de Exército, ao redor de Korsun, em um bolsão chamado "Pequena Stalingrado", devido à ferocidade dos combates. No total, vinte e sete divisões soviéticas foram designadas para destruir o bolsão.
Os esforços soviéticos, no entanto, foram prejudicados pelo início de um degelo precoce, que tornou o solo lamacento. Em 4 de fevereiro, Manstein despachou Hans Hube, comandante do 1º Exército Panzer, para ajudar em uma tentativa de fuga. O XLVII Corpo Panzer atacou do sudeste, enquanto o III Corpo Panzer atacou do oeste, mas ambos acabaram atolados na lama. Júkov emitiu uma ordem de rendição às forças presas no bolsão, em 8 de fevereiro, mas foi rejeitado.
O III Panzer Corps, após uma dura batalha de atrito, foi enfim capaz de atingir Lisianka, perto das forças aprisionadas no bolsão. Sem suprimentos e atormentado por ataques aéreos e o avanço das forças terrestres, Wilhelm Stemmermann, comandante das forças aprisionadas, decidiu tentar uma evacuação na noite de 16 a 17 de fevereiro. Como resultado, os soviéticos fizeram aproximadamente 15.000 prisioneiros e mataram pelo menos 10.000 alemães, incluindo o comandante Wilhelm Stemmermann. A batalha foi travada sob condições incrivelmente brutais. Muitos prisioneiros de guerra russos foram executados pelos alemães durante a retirada, e Konev admitiu mais tarde ter permitido que sua cavalaria abatesse tropas alemãs tentando se render, com as mãos levantadas.

#### Ofensiva Rovno-Lutsk
As forças de Vatutin continuaram atacando o flanco direito, aproximando-se dos importantes centros de abastecimento de Lviv e Ternopil, na Ofensiva Rovno-Lutsk, que abriu uma lacuna de cerca de 150 km entre o Grupo de Exércitos Sul e o Grupo de Exércitos do Centro, que estava mais ao norte.

#### Ofensiva Nikopol-Krivii Rih
A Ofensiva Nikopol-Krivii Rih foi lançada pela Terceira Frente Ucraniana, ao sul, contra forças do Grupo de Exércitos A, de Paul Ludwig Ewald von Kleist. Ela prosseguiu devagar, a princípio, mas acabou destruindo o saliente em torno de Krivii Rih e Nikopol, quase cercando os alemães e custando a eles as importantes operações de mineração na região.
Enquanto a ofensiva parecia desacelerar, no final de fevereiro, os soviéticos se preparavam para a segunda fase da ofensiva, que em breve seria lançada em uma escala ainda maior.

### Segunda fase
As seguintes operações foram incluídas na segunda fase:
- Ofensiva Proskurov – Chernovtsi (4 de março de 1944 a 17 de abril de 1944);[12]
- Ofensiva Uman – Botoşani (5 de março de 1944 a 17 de abril de 1944);
- Ofensiva Bereznegovatoie – Snigirevka (6 a 18 de março de 1944);
- Ofensiva Polesskoe (15 a 5 de abril de 1944); e
- Ofensiva Odessa (26 de março de 1944 a 14 de abril de 1944).

#### Ofensiva Uman – Botoşani
Em 5 de março, Koniev lançou a Ofensiva Uman-Botoşani, avançando rapidamente, e cortando a linha de suprimentos do Primeiro Exército Panzer e capturando Chortkov em 23 de março. Em 10 de março, a 2ª Frente Ucraniana destruiu dois Panzer Corps, capturando-os durante a queda de Uman.

#### Ofensiva Proskurov – Chernovtsi

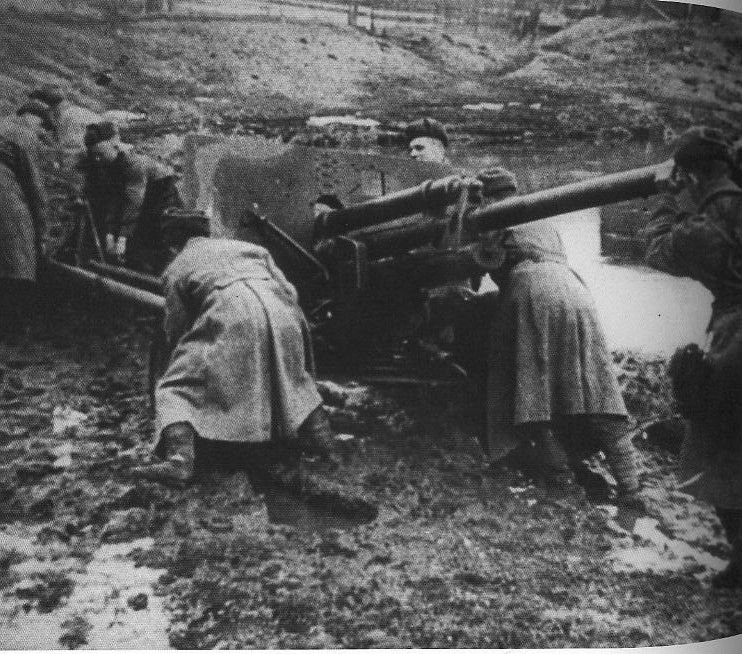
O degelo tornou o terreno muito lamacento, sobrecarregando os dois exércitos.

Após o enfraquecimento do esforço soviético no final de fevereiro, o OKH acreditava improvável qualquer esforço ofensivo adicional naquele setor. No entanto, os soviéticos secretamente preparavam uma ofensiva ainda maior, trazendo todos os seis exércitos de tanques estacionados na Ucrânia. As medidas de desinformação soviéticas foram bem sucedidas, e a maioria dos alemães ficaram surpresos quando, em 4 de março, a Primeira Frente Ucraniana - comandada pelo Marechal Gueorgui Júkov, após a morte de Vatutin - lançou a Ofensiva Proskurov-Chernovtsi, com um feroz ataque de artilharia. Devido às condições extremamente lamacentas, era difícil para os alemães movimentarem-se, mas as forças soviéticas tinham suprimentos adequados de tanques e caminhões, dando a eles a vantagem.

#### Ofensiva Bereznegovatoie – Snigirevka
Malinovsky juntou-se à Ofensiva Bereznegovatoie – Snigirevka no dia seguinte, enquanto Tolbukin foi destacado para iniciar os preparativos para a Ofensiva da Crimeia. Essas frentes avançaram rapidamente, enquanto Konev decidiu cortar a retirada do Primeiro Exército Panzer. O Primeiro Exército Panzer, agora comandado por Hans Hube, foi totalmente cercado em 28 de março. Durante o cerco, Eric von Manstein voou até o quartel-general de Hitler e pediu-lhe que revogasse sua diretiva que exigia que todas as formações cercadas formassem "fortalezas" onde estavam. Ele obteve sucesso e recebeu o II Corpo Panzer como reforço, a primeira transferência de forças para a Frente Oriental às custas da Frente Ocidental desde a Diretriz do Führer de Hitler 51. Em 30 de março, as forças de Hube saíram do bolsão, e em 10 de abril as suas forças haviam se encontrado com o Quarto Exército Panzer. Apesar desse pequeno sucesso, Hitler culpou seus generais pelo sucesso estratégico geral das forças soviéticas, demitiu os comandantes do Grupo de Exércitos Sul e do Grupo de Exércitos A (von Manstein e von Kleist, respectivamente), substituindo-os por Walter Model e Ferdinand Schörner. Essas unidades foram renomeadas Grupo de Exércitos Norte da Ucrânia e Grupo de Exércitos Sul da Ucrânia, indicando seus planos para recapturar esses territórios.

#### Ofensiva Polesskoe
Enquanto isso, em direção ao sul, a Terceira Frente Ucraniana avançava sobre Odessa e entrava na Transnístria, administrada pelos romenos. Depois de três dias de combates pesados, o 8º Exército da Guarda avançara apenas 8 km, mas depois penetrou as defesas do Sexto Exército de Karl-Adolf Hollidt e avançou rapidamente mais 40 km na direção de Novii Buh, quase cercando os alemães. Apesar das ordens de Hitler proibindo a retirada, as forças alemãs voltaram para o rio Bug em 11 de março. No mesmo dia, Hollidt conseguiu sair de seu cerco e foi capaz de improvisar uma linha defensiva no Bug até 21 de março. No entanto, ele havia perdido a confiança de Hitler e foi demitido, sendo substituído por Maximilian de Angelis. Em 28 de março, pressionados por toda a linha, as tropas alemãs começaram a recuar do Bug.

#### Ofensiva Odessa

Tanques soviéticos perto de Odessa.

Em 25 de março, o Prut havia caído e a Terceira Frente Ucraniana foi despachada para tomar Odessa. Em 2 de abril, o 8º Exército da Guarda e o 46º Exército de Vasili Chuikov atacaram durante uma nevasca, e, em 6 de abril, expulsaram os defensores do rio Dniestre e isolaram Odessa . Odessa capitulou em 10 de abril, e as tropas soviéticas começaram a entrar na Romênia.

## Resultados
A operação, juntamente com a Ofensiva da Crimeia, resultou em baixas muito pesadas para as tropas romenas não motorizadas estacionadas na Ucrânia. As pesadas baixas e a proximidade das forças soviéticas à fronteira romena foram as principais motivações para os líderes romenos quando iniciaram conversas de paz secretas em Moscou, logo após a conclusão da ofensiva.

### Território recapturado
No curso da operação, o Exército Vermelho conquistou cerca de 204.000 km2, incluindo as regiões de Vinnitsia, Volínia, Jitomir, Kiev, Kirovogrado, Rivne e Khmelnitski, e partes dos oblasts de Poltava e da República Socialista Soviética da Moldávia. Durante a Guerra Fria, não foi devidamente reconhecido o papel significativo dessa vitória estratégica na história ocidental. Após o fim da Segunda Guerra Mundial, alguns dos comandantes envolvidos foram desonrados, e Stalin eliminou amplamente a maioria das referências da operação. Além disso, sob a influência da historiografia e das biografias alemãs, os historiadores ocidentais até o final da Guerra Fria se concentraram nos sucessos alemães na extração do 1º Exército Panzer, em vez das operações soviéticas que reconquistaram grande parte da Ucrânia.